# Scopolia caucasica
Scopolia caucasica är en potatisväxtart som beskrevs av Kolesn. och Kreyer. Scopolia caucasica ingår i släktet dårörter, och familjen potatisväxter. Inga underarter finns listade i Catalogue of Life.